# 国家级临空经济示范区
国家级临空经济示范区（英語：National Airport Economic Demonstration Zone，简称临空经济示范区），包括航空港经济综合试验区、航空经济示范区等类型，由中华人民共和国国务院提出、国家发展和改革委员会和民航局组织批准设立，是指通过向指定航空枢纽及邻近特定区域给予特殊政策，探索以航空枢纽为依托的航空运输业、高端制造业和现代服务业集聚发展而设立的临空经济试验区域。相关政策试点涵盖了民航管理模式、海关监管模式、金融支持政策、土地管理政策、服务外包政策等多个方面。
2013年3月8日，《郑州航空港经济综合实验区发展规划正式（2013-2025年）》由国家发改委批复，郑州航空港经济综合实验区成为首个国家级临空经济示范区。截至2020年12月，国家发改委先后批准设立了17个国家级临空经济示范区，依次包括郑州、北京、青岛、重庆、广州、上海、成都、长沙、贵阳、杭州、宁波、西安、首都机场、南京、长春、南宁和福州。

## 设立背景
2012年7月12日，国务院印发《国务院关于促进民航业发展的若干意见》，意见中提出要在目前存在域资源配置不合理、基础设施发展较慢等情况的背景下，选择部分地区开展航空经济示范区试点。随后于2013年3月，首个示范区郑州航空港经济综合试验区获得国务院批复成立，试验区提出要发展航空物流和与航空相关的高端制造业。2015年，为进一步推开试点，国家发展改革委和民航局联合发布指导意见，意见正式将示范区定名为临空经济示范区，并具体列明了示范区的申报条件和程序等信息。此后，国家发改委分多个批次陆续批准了11个新的示范区。
2016年10月，北京新机场、青岛胶东、重庆临空经济示范区先后获批，这三个示范区成为指导意见发布后首批获批的临空经济示范区。2017年第一季度，发改委、民航局又发文支持建立广州、上海虹桥、成都临空经济示范区，随后在5月长沙、贵阳、杭州临空经济示范也相继获批。2018年5月时隔一年，宁波、西安临空经济示范区也相继获批。截止2021年中国临空经济示范区的数量达到了17个，此外，2022年，乌鲁木齐临空经济示范区也被提上日程。